# Hejjiganahalli, Chikmagalur
Hejjiganahalli là một làng thuộc tehsil Chikmagalur, huyện Chikmagalur, bang Karnataka, Ấn Độ.